# Australaziatische PGA Tour
De Australaziatische PGA Tour, officieel de PGA Tour of Australasia, is een professioneel golftour voor de heren. Het werd in 1973 opgericht als de PGA Tour of Australia dat in 1991 hernoemd werd tot de huidige naam.

## PGA Tour of Australasia
De Tour organiseert golftoernooien voor professional spelers. De PGA Tour of Australia werd in 1973 opgericht, in 1991 werd de naam veranderd in PGA Tour of Australasia. De officiële toernooien van de Tour tellen mee voor de Official World Golf Ranking. De grootste toernooien van de Tour zijn het Australian Open, het Australian PGA Championship, de Australian Masters en het New Zealand Open.
Het merendeel van de spelers hebben de Australische nationaliteit, maar alle spelers kunnen zich via een Tourschool voor de Tour kwalificeren. Als spelers de Tour denken te ontgroeien, proberen zij zich te kwalificeren voor de Europese PGA Tour en dan voor de Amerikaanse PGA Tour.
Sommige grote toernooien tellen zowel voor de Australaziatische Tour als de Europese Tour, onder meer om zo de top Australische spelers in eigen land te laten spelen. De bekendste spelers van de 21ste eeuw zijn Steve Elkington, Scott Strange, Scott Hend en Adam Scott.

## Von Nida Tour
Zoals de Europese Tour de Challenge Tour organiseert, heeft de Australaziatische Tour de Von Nida Tour, genoemd naar de Australische speler Norman Von Nida. Deze Tour had ongeveer tien evenementen per jaar. Het prijzengeld was ongeveer AUD 100,000. De toernooien werden voor en na de hoofd-tour gespeeld.
Vanaf eind 2005 kreeg de Von Nida Tour problemen zowel omdat sponsors zich terugtrokken als door het opkomen van de Aziatische PGA Tour. In 2009 is de Von Nida Tour samengegaan met de Australaziatische Tour.

## OneAsia Tour
In januari 2009 kwam een nieuwe organisatie van de grond met de naam OneAsia Tour. een samenwerking tussen de Australaziatische Tour en de China Golf Associatie, de Japan Golf Tour, de Koreaanse Golf Associatie en de Koreaanse PGA. Dit was een poging om te gaan concurreren met de Europese Tour. Er stonden dat eerste seizoen zes toernooien op de agenda, drie in China, twee in Australië en eentje in Korea. Later zouden er Japanse toernooien bij komen. Die eerste zes toernooien van 2009 waren bestaande toernooien die oorspronkelijk op de agenda van de Aziatische Tour stonden. Het Beijing Open werd toen afgezegd.
The introductie van deze OneAsia Tour kreeg tegenwerking van de Aziatische Tour. Zo zelfs, dat het spelers van de Aziatische Tour werd verboden aan toernooien van OneAsia mee te doen op straffe van een flinke boete. Sommige spelers hebben die boete betaald, anderen hebben dat geweigerd, en willen de beslissing aanvechten. De toekomst van OneAsia is onzeker.

## Order of Merit

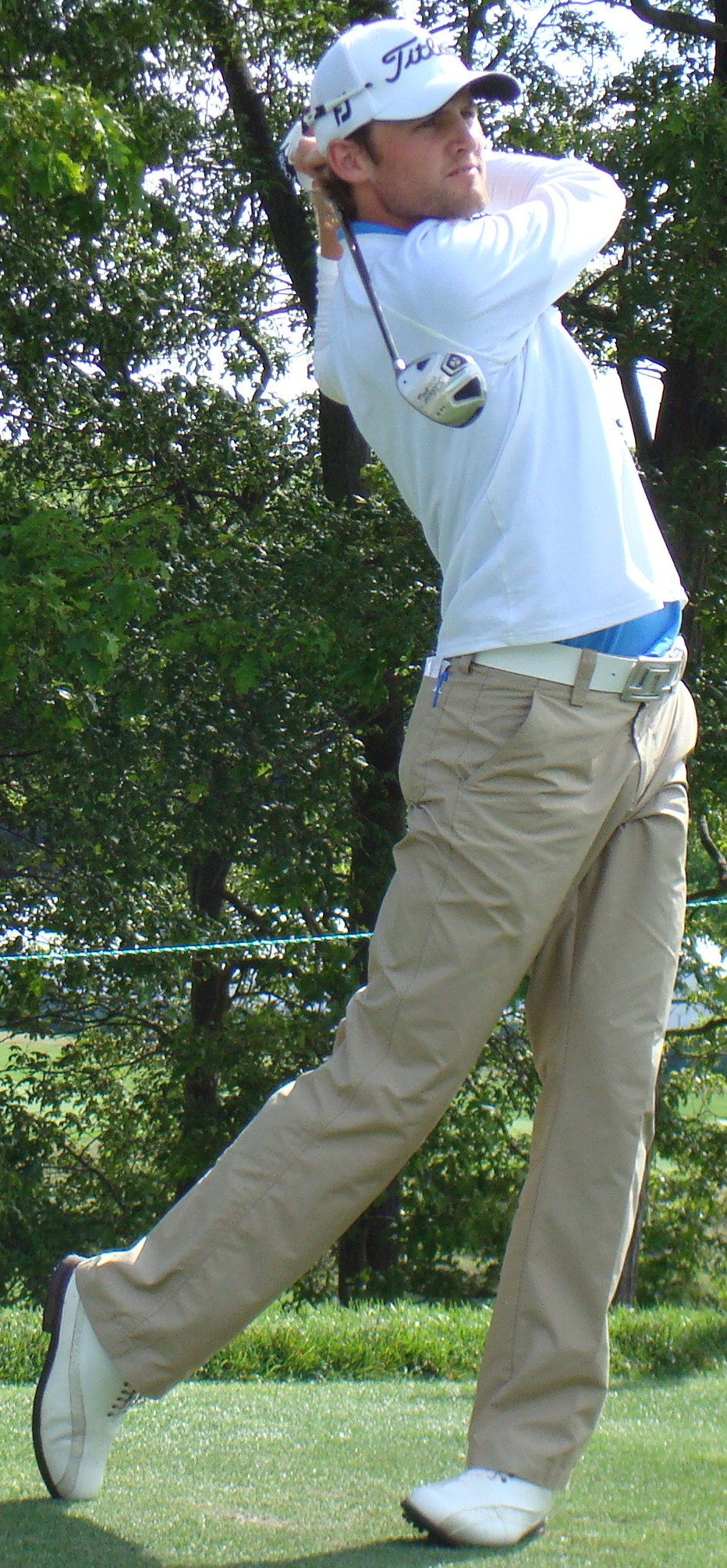
Michael Sim, winnaar 2009

| PGA Tour of Australia - 1973: Stewart Ginn - 1974: Bob Shearer - 1975: Bill Dunk - 1976: Mark Lye - 1977: Bob Shearer - 1978: Greg Norman - 1979: Jack Newton - 1980: Greg Norman - 1981: Bob Shearer - 1982: Bob Shearer - 1983: Greg Norman - 1984: Greg Norman - 1985: Ossie Moore - 1986: Greg Norman - 1987: Peter Senior - 1988: Greg Norman - 1989: Peter Senior - 1990: Rodger Davis | PGA Tour of Australasia - 1991: Rodger Davis - 1992: Robert Allenby - 1993: Peter Senior - 1994: Robert Allenby - 1995: Craig Parry - 1996/97: Peter Lonard - 1997/98: Andrew Coltart - 1998/99: Jarrod Moseley - 1999/00: Michael Campbell - 2000/01: Aaron Baddeley - 2002: Craig Parry - 2003: Peter Lonard - 2004: Richard Green - 2005: Adam Scott - 2006: Nick O'Hern - 2007: Craig Parry - 2008: Mark Brown - 2009: Michael Sim | - 2010: Geoff Ogilvy - 2011: Greg Chalmers - 2012: Peter Senior - 2013: Adam Scott - 2014: Greg Chalmers - 2015: Nathan Holman |